# Мартинс Фери (Охајо)
Мартинс Фери (енгл. Martins Ferry) град је у америчкој савезној држави Охајо.

## Демографија
По попису из 2010. године број становника је 6.915, што је 311 (-4,3%) становника мање него 2000. године.
| Група             | 2000.         | 2010.         |
| Белци             | 6.700 (92,7%) | 6.309 (91,2%) |
| Афроамериканци    | 369 (5,1%)    | 385 (5,6%)    |
| Азијати           | 3 (0,0%)      | 10 (0,1%)     |
| Хиспаноамериканци | 46 (0,6%)     | 45 (0,7%)     |
| Укупно            | 7.226         | 6.915         |